# Sergueï Vychedkevitch
Sergueï Iossifovitch Vychedkevitch - en russe : Сергей Иосифович Вышедкевич, et en anglais : Sergei Vyshedkevich - (né le 3 janvier 1975 à Dedovsk en URSS) est un joueur professionnel russe de hockey sur glace. Il évolue au poste de défenseur.

## Carrière de joueur

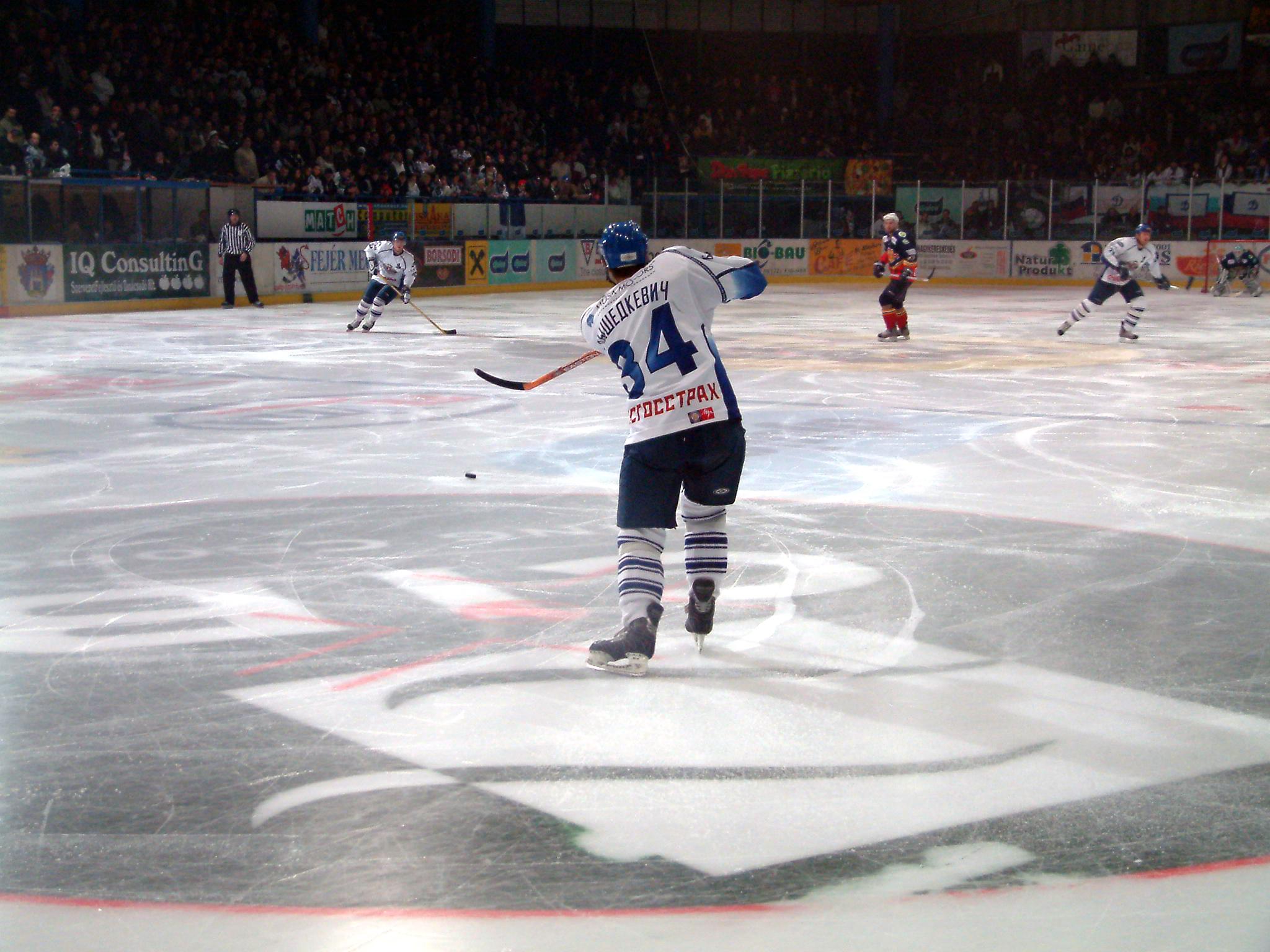
Vychedkevitch avec le HK Dinamo Moscou.

En 1994, il commence sa carrière avec le HK Dinamo Moscou. L'équipe remporte la Superliga 1995. Il est choisi au cours du repêchage d'entrée 1995 dans la Ligue nationale de hockey par les Devils du New Jersey en 3e ronde, en 70e position. En 1996, il part en Amérique du Nord et assigné aux River Rats d'Albany de la Ligue américaine de hockey. Échangé aux Thrashers d'Atlanta, il joue trente parties dans la LNH au cours de la saison 2000-2001 avant d'être échangé aux Mighty Ducks d'Anaheim. De retour au Dinamo Moscou, il ajoute à son palmarès la Superliga 2005 et la Coupe d'Europe des clubs champions 2006. Il a disputé 658 matchs avec le Dinamo, le record du club.

### Carrière internationale
Il a représenté la Russie au niveau international.

## Trophées et honneurs personnels
Superliga
- 2001 : participe au Match des étoiles avec l'équipe Ouest.
- 2002 : participe au Match des étoiles avec l'équipe Ouest.

## Statistiques

### En club
| Saison    | Équipe                     | Ligue     |    | Saison régulière | Saison régulière | Saison régulière | Saison régulière | Saison régulière |    | Séries éliminatoires | Séries éliminatoires | Séries éliminatoires | Séries éliminatoires | Séries éliminatoires |
| Saison    | Équipe                     | Ligue     | PJ | B                | A                | Pts              | Pun              | PJ               | B  | A                    | Pts                  | Pun                  |                      |                      |
| 1994-1995 | Dinamo Moscou              | Superliga | 49 | 6                | 7                | 13               | 67               | 14               | 2  | 0                    | 2                    | 12                   |                      |                      |
| 1995-1996 | Dinamo Moscou              | Superliga | 49 | 5                | 4                | 9                | 12               |                  |    |                      |                      |                      |                      |                      |
| 1996-1997 | River Rats d'Albany        | LAH       | 65 | 8                | 27               | 35               | 16               | 12               | 0  | 6                    | 6                    | 0                    |                      |                      |
| 1997-1998 | River Rats d'Albany        | LAH       | 54 | 12               | 16               | 28               | 12               | 13               | 0  | 10                   | 10                   | 4                    |                      |                      |
| 1998-1999 | River Rats d'Albany        | LAH       | 79 | 11               | 38               | 49               | 28               | 5                | 0  | 3                    | 3                    | 0                    |                      |                      |
| 1999-2000 | Solar Bears d'Orlando      | LIH       | 69 | 11               | 23               | 34               | 32               | 6                | 3  | 3                    | 6                    | 8                    |                      |                      |
| 1999-2000 | Thrashers d'Atlanta        | LNH       | 7  | 1                | 3                | 4                | 2                | --               | -- | --                   | --                   | --                   |                      |                      |
| 2000-2001 | Solar Bears d'Orlando      | LIH       | 10 | 2                | 3                | 5                | 2                | --               | -- | --                   | --                   | --                   |                      |                      |
| 2000-2001 | Thrashers d'Atlanta        | LNH       | 23 | 1                | 2                | 3                | 14               | --               | -- | --                   | --                   | --                   |                      |                      |
| 2000-2001 | Mighty Ducks de Cincinnati | LAH       | 17 | 3                | 2                | 5                | 2                | --               | -- | --                   | --                   | --                   |                      |                      |
| 2001-2002 | Dinamo Moscou              | Superliga | 50 | 4                | 7                | 11               | 56               |                  |    |                      |                      |                      |                      |                      |
| 2002-2003 | Dinamo Moscou              | Superliga | 50 | 4                | 8                | 12               | 58               | 5                | 0  | 2                    | 2                    | 36                   |                      |                      |
| 2003-2004 | Dinamo Moscou              | Superliga | 59 | 3                | 6                | 9                | 73               | 3                | 0  | 0                    | 0                    | 2                    |                      |                      |
| 2004-2005 | Dinamo Moscou              | Superliga | 58 | 5                | 8                | 13               | 34               | 10               | 0  | 1                    | 1                    | 6                    |                      |                      |
| 2005-2006 | Dinamo Moscou              | Superliga | 51 | 2                | 8                | 10               | 42               | 4                | 0  | 0                    | 0                    | 16                   |                      |                      |
| 2006-2007 | Dinamo Moscou              | Superliga | 54 | 3                | 14               | 17               | 109              | 3                | 1  | 2                    | 3                    | 4                    |                      |                      |
| 2007-2008 | Dinamo Moscou              | Superliga | 57 | 3                | 12               | 15               | 80               | 9                | 2  | 1                    | 3                    | 6                    |                      |                      |
| 2008-2009 | Dinamo Moscou              | KHL       | 51 | 3                | 11               | 14               | 64               | 12               | 0  | 0                    | 0                    | 10                   |                      |                      |
| 2009-2010 | Dinamo Moscou              | KHL       | 47 | 2                | 7                | 9                | 48               | 4                | 0  | 0                    | 0                    | 0                    |                      |                      |
| 2010-2011 | Torpedo Nijni Novgorod     | KHL       | 54 | 1                | 14               | 15               | 30               |                  |    |                      |                      |                      |                      |                      |

### En équipe nationale
| Année | Compétition                 |   | PJ | B | A | Pts | Pun                |  | Résultats |
| 1995  | Championnat du monde junior | 7 | 1  | 6 | 7 | 4   | Médaille d'argent  |  |           |
| 2002  | Championnat du monde        | 9 | 0  | 0 | 0 | 8   | Médaille d'argent  |  |           |
| 2003  | Championnat du monde        | 7 | 0  | 0 | 0 | 2   | Cinquième place    |  |           |
| 2005  | Championnat du monde        | 9 | 1  | 1 | 2 | 6   | Médaille de bronze |  |           |